# Tectona
Tectona  é um gênero botânico da família Lamiaceae

## Espécies
- Tectona australis
- Tectona grandis (Teca)
- Tectona hamiltoniana
- Tectona philippinensis
- Tectona ternifolia